# Флусбах
Флусбах (нем. Flußbach) — община в Германии, в земле Рейнланд-Пфальц. 
Входит в состав района Бернкастель-Витлих. Подчиняется управлению Крёф-Баузендорф.  Население составляет 441 человек (на 31 декабря 2010 года). Занимает площадь 6,86 км².